# サミュエル・マサム (初代マサム男爵)
初代マサム男爵サミュエル・マサム（英語: Samuel Masham, 1st Baron Masham、1679年頃 – 1758年10月16日）は、イギリスの政治家、貴族。アン女王の側近アビゲイル・ヒルの夫として知られる。

## 生涯
第3代準男爵サー・フランシス・マサム（1646年頃 – 1723年）と1人目の妻メアリー・スコット（Mary Scott、初代準男爵サー・ウィリアム・スコットの娘）の息子として生まれた。
1692年までにアン王女（後のアン女王）のページ・オブ・オナーになり、1702年には侍従（equerry）になり、1706年にアン女王の夫カンバーランド公ジョージ付きになった。軍職では1697年にエンサインとしてコールドストリームガーズに入隊、1704年に中佐に、1707年に騎兵連隊の隊長（大佐）に、1710年1月に准将に昇進した。1705年から1706年にかけてリスボンやアルテアを転戦したが、実際には戦場に立っておらず銃声を聞いたかすら疑わしいという。
1707年夏、アン女王の臨席のもとに女王の側近アビゲイル・ヒルと結婚した。女王が臨席したこととアビゲイルに2,000ギニーの持参金を与えたことは女王の寵愛がサラ・チャーチルからアビゲイルに移ったことを示し（サラはアビゲイルとマサムの結婚を知らされていなかったという）、サラが激怒してアビゲイルと決裂するに至った。また、（アン女王と）アビゲイルがトーリー党寄りだったのに対しマサムの家族はホイッグ党寄りだったが、マサムは結婚をきっかけに家族と政見を違えることとなった。さらにアビゲイルは祖母を通じてロバート・ハーレー（後の初代オックスフォード＝モーティマー伯爵）とは親族であり、ハーレーはこの関係を利用してアン女王に接近した。アビゲイルも自身の影響力を利用してマサムを准将に昇進させたが、サラと夫の初代マールバラ公爵ジョン・チャーチルは激怒して、一時は庶民院がアン女王にアビゲイルを宮廷から追い出すよう要求するとの噂が流れたほどだった。
ハーレーの後押しにより、1710年イギリス総選挙でイルチェスター選挙区から出馬して当選した。1711年5月にマサムが王室金庫役に任命されると辞任して再選を目指すこととなったが、マサムはイルチェスター選挙区ではなくウィンザー選挙区で再選した。1711年12月に講和案が貴族院を通過できない恐れが出てくると、ハーレーはアン女王に12人の叙爵を求め、マサムはその12人目として承認され、1712年1月1日にグレートブリテン貴族であるエセックス州におけるオーツのマサム男爵に叙され、2日に貴族院にはじめて登院した。1713年に次期財務裁判所備忘官に指定され、1716年に当時財務裁判所備忘官を務めていた第5代ファンショー子爵サイモン・ファンショーが死去すると正式に就任した。貴族院でもトーリー党を支持したが、1714年春頃よりハーレーへの支持を取りやめ、代わりに初代ボリングブルック子爵ヘンリー・シンジョンを支持するようになった。
1714年7月に第5代準男爵サー・エドワード・シーモアからラングリー・マリシュの邸宅を購入したが、1738年に第3代マールバラ公爵チャールズ・スペンサーに売却した。また、1714年に2,100ポンドでリトル・レイヴァーでの邸宅を購入した。そして、1714年8月にアン女王が死去すると、マサム男爵夫婦は宮廷から退出してラングリーに移った。以降も貴族院への登院を続け、ボリングブルック子爵の私権剥奪に反対した。
1723年2月7日に父が死去すると、準男爵の爵位を継承した。
1758年10月16日に死去、息子サミュエルが爵位を継承した。

## 人物
サラ・チャーチルからは「物腰の柔らかな」男、「誰にでも低くお辞儀をして、いつでもドアを開けに走れる」人と形容されている。

## 家族
1707年6月またはその直前にアビゲイル・ヒル（1734年12月6日没、フランシス・ヒルの娘、アン女王の側近）と結婚、3男2女をもうけた。結婚式にはアン女王も同席したという。
- アン（1727年3月4日没） - 1726年4月11日、ヘンリー・ホーア（英語版）（1705年 – 1785年）と結婚、1女をもうけた[5]
- エリザベス（1709年頃 – 1724年10月24日）[4]
- ジョージ - 夭折[4]
- サミュエル（1712年 – 1776年） - 第2代マサム男爵
- フランシス（Francis）[4]